# 24524 Kevinhawkins
24524 Kevinhawkins è un asteroide della fascia principale. Scoperto nel 2001, presenta un'orbita caratterizzata da un semiasse maggiore pari a 2,2794225 UA e da un'eccentricità di 0,1460529, inclinata di 4,69896° rispetto all'eclittica.